# Fleckerl

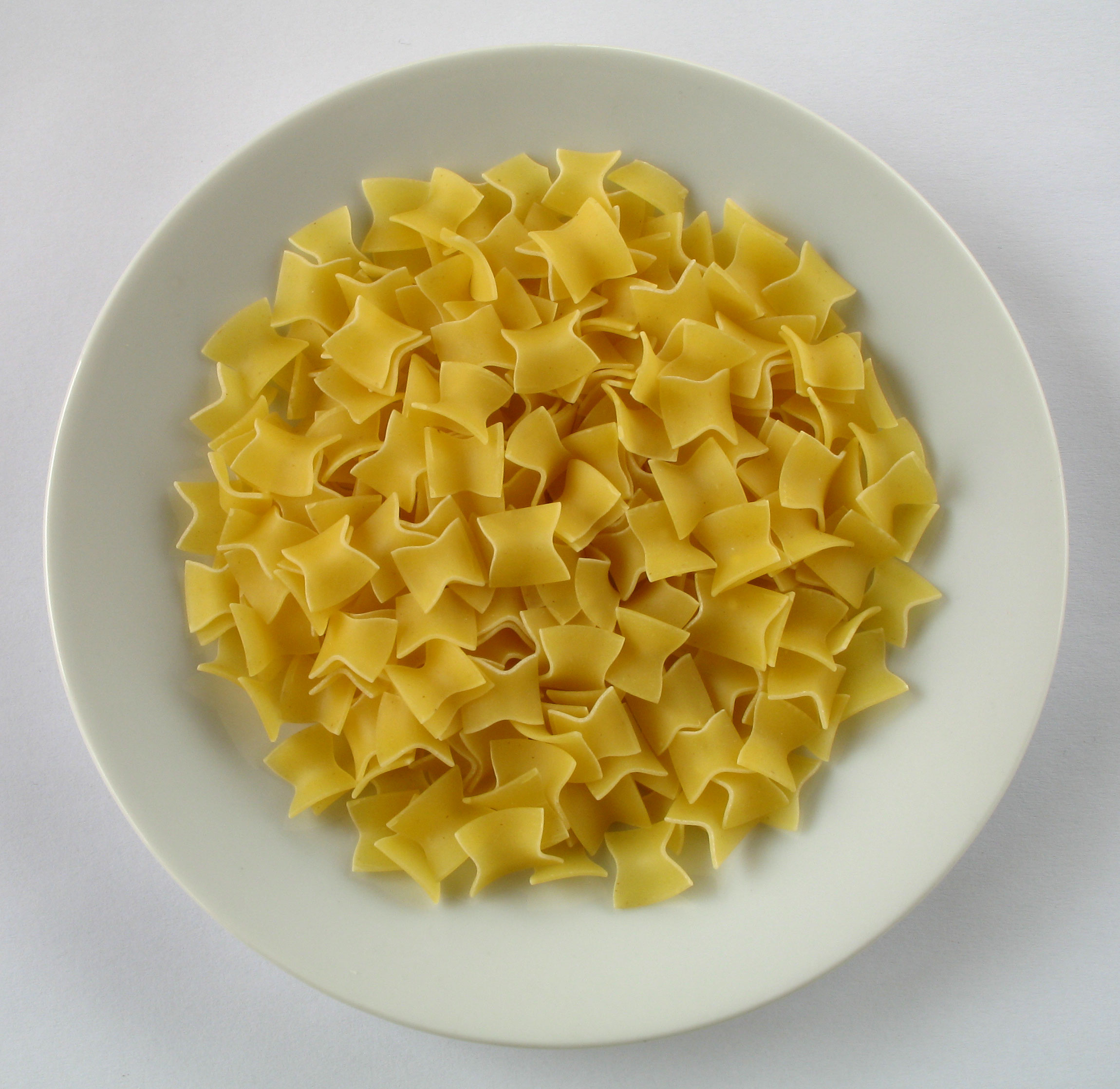
Fleckerl (Handelsware).

Los Fleckerl o también Fleckerln es una pasta típica de la cocina austriaca que fundamenta algunos platos como el Krautfleckerl, es muy tradicional en especial en la cocina vienesa. Corresponde a una pasta con forma cuadrada ligeramente doblado.

## Variantes
En la cocina checa es conocido por el nombre de Fleky y forma parte del plato Krautfleckerl. En la cocina italiana existe una pasta similar denominada quadrucci.